# Karl Culmann
Karl Culmann, también escrito en ocasiones como Carl Culmann, (10 de julio de 1821 - 9 de diciembre de 1881) fue un ingeniero civil alemán especializado en el cálculo de estructuras, campo al que contribuyó en el desarrollo de la teoría matemática vinculada al mismo, especialmente en la disciplina de la estática gráfica. 

## Semblanza
Culmann nació en Bad Bergzabern, Palatinado Renano, en la actual Alemania. Era hijo de un pastor luterano que lo educó en su hogar antes de inscribirlo en la escuela de ingeniería militar en Metz, con el fin de prepararlo para ingresar en la École polytechnique. Sin embargo, las ambiciones de Culmann se vieron frustradas por un ataque de fiebre tifoidea y, tras una larga convalecencia, asistió a la Escuela Politécnica de Karlsruhe. Se incorporó a la administración pública de Baviera en 1841 como aprendiz de ingeniero en el diseño de puentes ferroviarios.
Continuando con sus estudios matemáticos, en particular dirigido por L. C. Schnürlein, en 1847 se trasladó a Múnich para poder mejorar su dominio del idioma inglés, en previsión de un viaje de estudios al Reino Unido y a los Estados Unidos. Su visita duró desde 1849 hasta 1851, estudiando comparativamente los distintos tipos de diseños de puentes de celosía y desarrollando nuevas técnicas analíticas para facilitar sus investigaciones.
En 1855 asumió la cátedra de ciencias de la ingeniería en el Instituto Federal Suizo de Tecnología de Zúrich, cargo que ocupó hasta su muerte.
Inspirado por el trabajo de Jean-Victor Poncelet, Culmann fue un pionero de los métodos gráficos en ingeniería, publicando su libro seminal sobre el tema de la estática gráfica, Die graphische Statik (Graphic Statik) en 1865, del que se preparó una traducción al francés en 1879.
Culmann tuvo una profunda influencia en la siguiente generación de ingenieros, incluidos Maurice Koechlin, Christian Otto Mohr y Luigi Cremona. Murió en Zúrich, Suiza, en 1881.